# Dan Lin
Lâm Vĩ (giản thể: 林𬀩; phồn thể: 林暐; bính âm: Lín Wěi, sinh ngày 8 tháng 4 năm 1973), thường được biết đến với nghệ danh Dan Lin, là một nam doanh nhân kiêm nhà sản xuất điện ảnh người Mỹ gốc Đài Loan. Nổi tiếng với tư cách là người sáng lập ra hãng phim Rideback vào tháng 1 năm 2008, ông hiện là chủ tịch của Netflix Films kể từ năm 2024. Bộ phim Chú hề ma quái do ông sản xuất với Roy Lee vào năm 2017 đã trở thành tác phẩm kinh dị cao nhất mọi thời đại với tổng doanh thu lên đến 701,8 triệu USD.
Với những đóng góp của mình, ông từng được tờ Variety vinh danh là một trong mười nhà sản xuất đáng xem nhất vào năm 2008, cũng như được tờ The Hollywood Reporter vinh danh vào hạng mục "30 nhà sản xuất phim quyền lực nhất tại Hollywood".

## Tiểu sử
Dan Lin sinh ngày 8 tháng 4 năm 1973 tại Đài Bắc, Đài Loan với tên khai sinh là Lâm Vĩ, là con trai của chủ tịch ngành công nghiệp thực phẩm quốc tế. Ông bắt đầu sinh sống tại Mỹ vào năm 1978. Tại đây, ông đã từng nhận bằng đại học tại trường Wharton trực thuộc Đại học Pennsylvania vào năm 1994, cũng như nhận bằng MBA tại trường Kinh doanh của Đại học Harvard vào năm 1999. Bên cạnh việc giao tiếp bằng tiếng Anh, ông còn có thể giao tiếp lưu loát bằng tiếng Trung thông qua quê hương của mình.

## Danh sách phim

### Phim truyền hình
Giám đốc sản xuất
| Năm     | Phim                       | Ghi chú                   |
| ------- | -------------------------- | ------------------------- |
| 2011    | Poe                        | Tập mở đầu                |
| 2012    | The Secret Lives of Wives  | Tập mở đầu                |
| 2013    | To My Future Assistant     | Tập mở đầu                |
| 2014−15 | Forever                    |                           |
| 2016    | Frequency                  |                           |
| 2018    | Murder                     | Phim điện ảnh truyền hình |
| 2016−19 | Lethal Weapon              |                           |
| 2017−20 | Unikitty!                  |                           |
| 2021−24 | Walker                     |                           |
| 2022−23 | Walker: Independence       |                           |
| 2024    | Avatar: The Last Airbender |                           |
| 2025    | Welcome to Derry           |                           |

### Phim điện ảnh
Nhà sản xuất
- The Invention of Lying (2009)
- The Box (2009)
- Sherlock Holmes (2009)
- Sherlock Holmes: Trò chơi của bóng đêm (2011)
- Gangster Squad (2013)
- The Lego Movie (2014)
- The Lego Batman Movie (2017)
- Death Note (2017)
- Chú hề ma quái (2017)
- The Lego Ninjago Movie (2017)
- The Lego Movie 2: The Second Part (2019)
- Aladdin (2019)
- Chú hề ma quái 2 (2019)
- Hai vị giáo hoàng (2019)
- Easter Sunday (2022)
- Dinh thự ma ám (2023)
- Lilo & Stitch (2024)

Giám đốc sản xuất
- Shorts (2009)
- Kẻ hủy diệt 4 (2009)
- Chúa tể Godzilla (2019)
- Godzilla đại chiến Kong (2021)
- Dear David (2023)
- Godzilla x Kong: Đế chế mới (2024)

Điều hành phát triển
- Torque (2004)
- Điệp vụ Boston (2006) (không được ghi danh)
- Unaccompanied Minors (2006)